# Poddužák lahodný
Poddužák lahodný (Blighia sapida) je druh rostliny z čeledi mýdelníkovité. Poskytuje tropické ovoce, známé jako ackee. Rostlina pochází z oblasti Guinejského zálivu, v průběhu 18. století ji otrokářské lodě přivezly do Karibiku, kde se stala významnou hospodářskou plodinou. Rodový název bligie je připomínkou proslulého kapitána Williama Bligha, který roku 1793 přivezl tuto rostlinu do Anglie. Slovo „ackee“ pochází z akanštiny.
Poddužák lahodný je více než deset metrů vysoký stálezelený strom. Plody jsou oranžové až červené, hruškovitého tvaru, dlouhé okolo 10 cm. Po dosažení plné zralosti slupka podélně pukne a objeví se tři kapsy obsahující narůžovělý rosolovitý míšek obklopující velká černá semena. Ackee je na Jamajce národním ovocem, tvoří součást populárního pokrmu ackee and saltfish, v němž se originálně spojuje nasládlá chuť ovoce se solenou sušenou treskou. Ackee se také prodává v konzervách, které jsou významným vývozním artiklem.
Stejně jako příbuzné liči obsahuje ackee ve slupce, semenech i nedozrálé dužině jedovatý hypoglycin, způsobující prudký pokles hladiny cukru v krvi, který může vést ke zvracení i úmrtí. Ke konzumaci se proto hodí pouze prasklé plody, doporučuje se je navíc proprat ve vodě a krátce povařit.